# آربوغلو العلياء
قرية آربوغلو العلياء (بالكردية: ئارەبۆغڵووی سەروو) هي إحدى القرى التابعة لـسرا في ريف قسم مركزي من مقاطعة سقز، في محافظة كردستان الإيرانية.

## السكان
حسب إحصاءات سنة 2006، بلغ إجمالي السكان في آربوغلو العلياء 212 نسمة وعدد المساكن 41 مسكن. لغة سكان آربوغلو العلياء هي اللغة الكردية وهم من أهل السنة والجماعة والمذهب الشافعي.